# Stromlinie

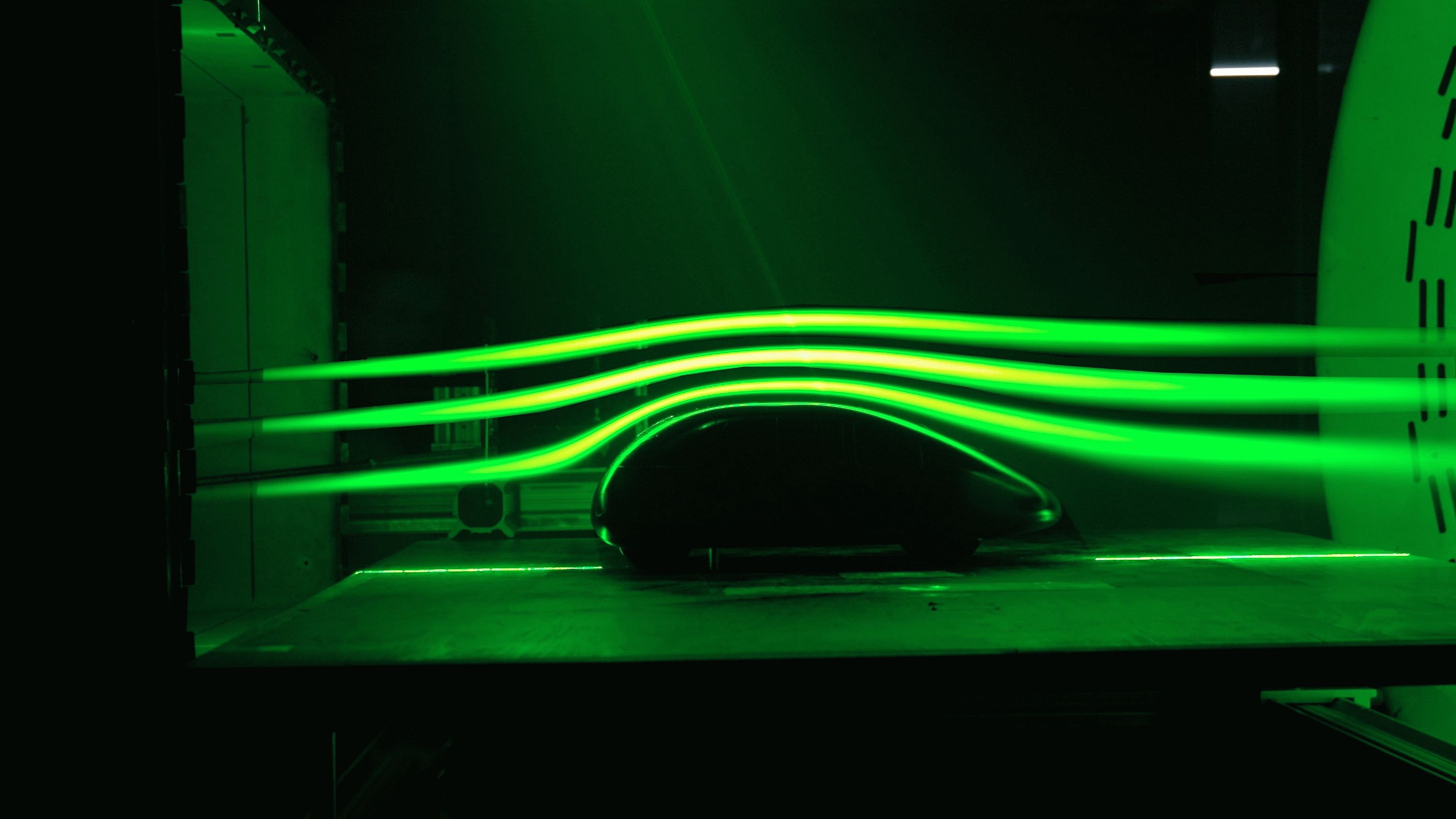
Im Windkanal an einem Modell des Schlörwagens sichtbar gemachte Stromlinien

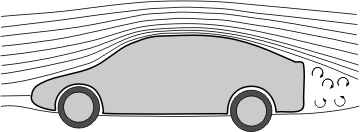
Stromlinienverlauf um ein Auto

Stromlinienverlauf um ein Tragflügelprofil

Die Stromlinie ist ein Begriff aus der Strömungslehre. Stromlinien sind geometrische Hilfsmittel zur anschaulichen Beschreibung einer Strömung (einer gerichteten Bewegung von Teilchen oder sich kontinuierlich bewegender Fluide). In stationärer Strömung ist eine Stromlinie auch der Weg, den ein Fluidelement oder ein kleines im Fluid schwebendes Teilchen nimmt.
Stromlinien sind die Kurven im Geschwindigkeitsfeld einer Strömung, deren Tangentenrichtung mit den Richtungen der Geschwindigkeitsvektoren übereinstimmen, das heißt, sie verlaufen in jedem Punkt tangential an das Geschwindigkeitsfeld. Sie vermitteln einen anschaulichen Eindruck des momentanen Strömungsfeldes und weisen auf problematische Strömungsgebiete (z. B. Strömungsablösungen) hin.
Alle Stromlinien eines Stroms bilden zusammen die Stromröhre.
Die Stromlinien sind zusammen mit Bahnlinien, Streichlinien und Zeitlinien Bestandteile des Visualisierungskonzeptes „Charakteristische Linien“.
Bei einer stationären Strömung stimmen die Stromlinien mit den Teilchenbahnen überein. Bei der instationären Strömung dagegen nicht, da die Stromlinien ein Bild der momentan vorhandenen Geschwindigkeitsrichtungen zeigen, die Teilchenbahnen hingegen die im Laufe der Zeit von einem Teilchen eingenommenen Geschwindigkeitsrichtungen darstellen.
Stromlinien lassen sich bei stationären Strömungen experimentell im Windkanal, z. B. bei einer Autoumströmung, sichtbar machen. Meist sieht man im Windkanal allerdings Bahnlinien oder Streichlinien.

## Eigenschaften
- Stromlinien können keinen Knick haben und sich auch nicht schneiden, da in einem Punkt nicht zugleich zwei verschiedene Strömungsgeschwindigkeiten herrschen können.
- Eine Kontraktion (Zusammenrücken) der Stromlinien bedeutet im Unterschall eine Beschleunigung der Strömung, im Überschall jedoch eine Verzögerung.
- Divergierende Stromlinien zeigen im Unterschall eine Verzögerung der Strömung, im Überschall jedoch eine Beschleunigung.
- Bei gekrümmten Stromlinien nimmt der Druck in zentrifugaler Richtung zu.
- Bei geradlinigen, parallelen Stromlinien gibt es keine Druckänderung quer zur Stromlinie.
- Orthogonal zu Stromlinien verlaufen die Linien konstanten Potentials.

## Berechnung
Sei {\displaystyle {\underline {u}}({\underline {x}},t)={\begin{pmatrix}u\\v\\w\end{pmatrix}}} mit {\displaystyle {\underline {x}}={\begin{pmatrix}x\\y\\z\end{pmatrix}}} ein dreidimensionales Strömungsfeld.
Die Stromlinien sind Kurven, die in jedem Punkt tangential zum momentanen Geschwindigkeitsfeld verlaufen. Es gilt also
{\displaystyle \mathrm {d} {\underline {x}}\times {\underline {u}}\equiv 0} bzw.
in parameterfreier Darstellung
{\displaystyle {\frac {\mathrm {d} x}{u}}={\frac {\mathrm {d} y}{v}}={\frac {\mathrm {d} z}{w}}}

## Mathematische Herleitung der Stromlinien-Differentialgleichung
Die allgemeine parametrisierte Darstellung einer Stromlinie als Kurve entspricht {\displaystyle {\underline {x}}({\underline {x_{0}}},s,t)}, hierbei
ist {\displaystyle {\underline {x_{0}}}} ein beliebiger Startpunkt auf der Stromlinie, {\displaystyle s} der Kurven- und {\displaystyle t} der Schar-Parameter. Wird eine explizite Stromlinie zu einem bestimmten Zeitpunkt {\displaystyle T} betrachtet, wird dieser eingesetzt und somit ist die Kurve vollständig durch den Parameter {\displaystyle s} beschrieben.
Der Tangenten-Einheitsvektor {\displaystyle {\underline {\tau }}} der Kurve entspricht gerade:
{\displaystyle {\underline {\tau }}={\frac {\mathrm {d} {\underline {x}}}{|\mathrm {d} {\underline {x}}|}}={\frac {\mathrm {d} {\underline {x}}}{\mathrm {d} s}}}.
Betrachtet man zudem die Geschwindigkeit {\displaystyle {\underline {u}}({\underline {x}},t)} auf allen Punkten der Stromlinie zu dem gewählten Zeitpunkt {\displaystyle {T}}, so erkennt man, dass der normierte Vektor der Geschwindigkeit
{\displaystyle {\frac {\mathrm {\underline {u}} }{|{\underline {u}}|}}={\underline {\tau }}}
ist.
Setzt man nun diese beiden Ausdrücke für den Tangenten-Einheitsvektor gleich, folgt:
{\displaystyle {\underline {\tau }}={\frac {\underline {u}}{|{\underline {u}}|}}={\frac {\mathrm {d} {\underline {x}}}{|\mathrm {d} {\underline {x}}|}}={\frac {\mathrm {d} {\underline {x}}}{\mathrm {d} s}}}
und somit:
{\displaystyle {\frac {\underline {u}}{|{\underline {u}}|}}={\frac {\mathrm {d} {\underline {x}}}{\mathrm {d} s}}}
oder auch in Tensornotation:
{\displaystyle {\frac {\mathrm {d} {x_{i}}}{\mathrm {d} s}}={\frac {u_{i}}{|{\sqrt {u_{k}u_{k}}}|}}}.
Diese vektorielle Gleichung führt auf drei skalare Gleichungen:
1. {\displaystyle {\frac {\mathrm {d} x_{1}}{\mathrm {d} s}}={\frac {u_{1}}{\sqrt {u_{1}^{2}+u_{2}^{2}+u_{3}^{2}}}}}
2. {\displaystyle {\frac {\mathrm {d} x_{2}}{\mathrm {d} s}}={\frac {u_{2}}{\sqrt {u_{1}^{2}+u_{2}^{2}+u_{3}^{2}}}}}
3. {\displaystyle {\frac {\mathrm {d} x_{3}}{\mathrm {d} s}}={\frac {u_{3}}{\sqrt {u_{1}^{2}+u_{2}^{2}+u_{3}^{2}}}}}

Dividiert man nun die Gleichungen durch einander, so ergibt sich die Form:
(1)/(2): {\displaystyle {\frac {\mathrm {d} x_{1}}{\mathrm {d} x_{2}}}={\frac {u_{1}}{u_{2}}}}
(2)/(3): {\displaystyle {\frac {\mathrm {d} x_{2}}{\mathrm {d} x_{3}}}={\frac {u_{2}}{u_{3}}}}
(3)/(1): {\displaystyle {\frac {\mathrm {d} x_{3}}{\mathrm {d} x_{1}}}={\frac {u_{3}}{u_{1}}}}
Durch einfaches Umformen findet man somit die im Abschnitt Berechnung angegebene Form.

## Bewegungsgleichung senkrecht zur Stromlinie
Zur Erzeugung einer gekrümmten Stromlinie in einer stationären Strömung, muss eine entsprechende Zentripetalkraft vorhanden sein. Diese kommt durch einen Druckgradienten senkrecht zur Stromlinie (d. h. in radialer Richtung) zustande. Der Betrag dieses radialen Druckgradienten ist von der Strömungsgeschwindigkeit {\displaystyle c}, der Dichte {\displaystyle \rho } des Fluids und dem Krümmungsradius {\displaystyle r_{K}} der Stromlinie abhängig:
{\displaystyle {\frac {\partial p}{\partial r}}={\frac {\rho \cdot c^{2}}{r_{K}}}}
Der Druck senkrecht zu einer gekrümmten Stromlinie nimmt in radialer Richtung folglich zu.